# 霞浦县福宁学校
霞浦县福宁学校(英語：Xiapu Funing School)，原为霞浦县福宁中学，位于福建省霞浦县松城街道福宁新城开发区。是一所创办于1999年的民办学校，曾经是霞浦县唯一一所民办“完全中學”（拥有初中和高中），自2014年起，福宁中学停止招收高中生，并开始招收小学生源。目前，福宁学校拥有小学、初中两个学部。

## 学校简介
1998年，霞浦县企业界、教育界部分人士和松城镇万贤村委会联合筹资1200万元创办福宁高级中学，学校于1999年建成，并开始向社会招生。校区坐落于霞浦县城福宁新城开发区内，占地58亩，其中建筑面积26000平方米。 截至2016年，学校拥有初中教学班7个、高中教学班15个，在校生1260人，教职工112人。2017年，福宁学校最后一届高中生毕业离校，自此福宁学校不再是完全中学。